# Vemakylindrus oxycanthus
Vemakylindrus oxycanthus är en kräftdjursart som beskrevs av Gamo 1988. Vemakylindrus oxycanthus ingår i släktet Vemakylindrus och familjen Diastylidae. Inga underarter finns listade i Catalogue of Life.